# Cmentarz żydowski w Sztumie
Cmentarz żydowski w Sztumie – znajdował się przy obecnej ul. Kochanowskiego. Miał powierzchnię 0,15 ha. Został zdewastowany przez nazistów podczas II wojny światowej. 
Współcześnie wszelkie naziemne ślady cmentarza uległy zatarciu, a odnalezione fragmenty macew zostały przekazane do sztumskiego muzeum. W sierpniu 2016 r. władze samorządowe Sztumu doprowadziły do ustawienia na cmentarzu głazu z tablicą z napisem: „Miejsce spoczynku Żydów, dawnych mieszkańców Sztumu. Niech ich dusze zostaną wplecione w węzeł życia”.